# Charles Atangana
Pour les articles homonymes, voir Atangana.
Charles Frédéric Otton Atangana Ntsama, né vers 1883 à Yaoundé et mort le 1er septembre 1943 à Mvolyé (attenant à Yaoundé, au sud de cette ville), est le dernier grand chef des Ewondos du Cameroun. Charles Atangana est une personnalité controversée de cet État.

## Biographie
De son nom intégral Charles Atangana Ntsama, il est issu d'une famille nombreuse (onzième enfant) bien qu'étant le premier né de sa mère Judith Ndongo Edoa et répond au surnom de Etútubu mbíl Bítá bí Owono Mətugu qui signifie le "fugitif". Son père légitime, Atangana Essomba meurt en 1889. Désormais orphelin de père, il est confié à son oncle Atangana Essomba Ngo tî, alors chef du Village Mvôlye (en otage pour certains). Ce dernier le confie au Major Hans Dominik, des troupes allemandes colonisant le Cameroun. Cet officier le remet à des religieux pallotins de Kribi. Il est un des premiers enfants baptisés par ces religieux catholiques notamment le 31 octobre 1897 sous le nom Karl-Otto-Friedrich Mathias,,,,. Il est ensuite utilisé comme interprète par les Allemands, tout en apprenant le métier d'infirmier. En 1901, il épouse Marie Biloa. Il s'impose progressivement comme interprète officiel et négociateur entre les troupes allemandes qui s'efforcent de «pacifier» la région et les peuples autochtones dont il est issu,,,. Il renseigne les Allemands et mène les pourparlers avec les chefs traditionnels, collaborant ainsi, pour certains, avec les troupes coloniales, évitant, pour d'autres, des massacres supplémentaires entre des forces inégales. Il participe à la fondation de postes militaires qui deviennent ensuite des villes dans la partie orientale du Cameroun, notamment Bafia, Abong-Mbang, Yokadouma, Moloundou, puis dans la partie septentrionale : Yoko, Berberati, Meiganga, Ngaoundere, Garoua, Maroua, etc..

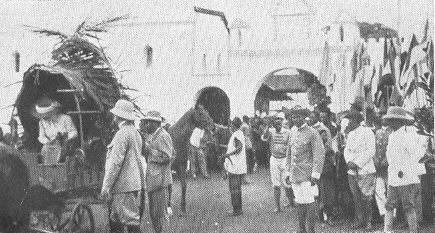
Charles Atangana (au premier plan, côté droit) pendant la période coloniale allemande.

Symbole du Noir « évolué » pour les colonisateurs, il s'enrichit en créant des boutiques, des ateliers, des plantations modèles, en utilisant la spéculation foncière, et milite avec zèle pour la christianisation et la « modernisation » du pays. En 1911, il est nommé par les Allemands président du tribunal de première instance et chef, ou maire, de Yaoundé. Il est de plus en plus positionné comme le chef des Ewondo et des Bané. En avril 1912, il part pour un an en Europe, à l’École coloniale de Hambourg et aide un universitaire de cette ville dans l'étude, la transcription et l'enseignement de la langue Ewondo. Il constitue un recueil de traditions Beti,. À son retour dans son pays natal, il est adoubé définitivement par les Allemands comme chef suprême des Ewondo et des Bané. Son implantation à Yaoundé contribue à faire de cette ville la capitale politique du Cameroun, après les hésitations entre ce site, Douala et Buéa. Il fait construire une résidence qui porte aujourd'hui le nom de palais Charles Atangana. En 1913, il effectue un second voyage en Allemagne où il est reçu par le Kaiser Guillaume II, et à Rome où il est reçu en audience privée par le Pape Pie X.
En août 1914, deux grands chefs s'opposant à la colonisation allemande, Martin-Paul Samba et Rudolf Douala Manga Bell, sont exécutés par les Allemands. Une décision qui, pour certains auteurs, provoque par réaction l'émergence d'un nationalisme camerounais. En 1915 et 1916, la Première Guerre mondiale qui fait des ravages en Europe se répercute aussi au Cameroun. Ce pays passe progressivement sous occupation française et anglaise (Yaoundé est occupée par les troupes françaises). Les Allemands se replient. Charles Atangana les accompagne avec environ 60 000 Camerounais. Il crée sur l'île de Fernando Pó des villages, des plantations et des pêcheries pour ces réfugiés.

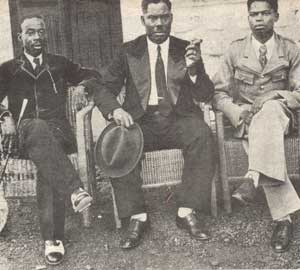
Charles Antangana

En 1920, il négocie avec le gouvernement français, à Madrid, son retour au Cameroun. Après un temps d'exil à Dschang, il rentre à Yaoundé en novembre 1921, où l'administration coloniale française le repositionne à nouveau comme chef suprême des Ewondo et des Bané. Il regroupe les chefs autour de lui au village de Nsimeyong, aujourd'hui un quartier de Yaoundé, et reprend des travaux de développement économique et d'organisation du pays. Il nomme ces chefs traditionnels à des postes, de l'habitat, du ravitaillement, etc., comme des ministres. À la suite du décès de sa première épouse en 1938, il se remarie le 6 juin 1940, alors que la France plie sous les assauts des troupes allemandes, avec Juliana Ngo Noa, une jeune Mvog Manga de Nkolafamba. Ils ont deux enfants, Marie-Thérèse et René Grégoire. En milieu d'année 1943, son état de santé se dégrade et il meurt le 1er septembre 1943 à Mvolye.
Charles Atangana est aussi évoqué dans l’œuvre de Patrice Nganang, Mont-Plaisant, consacré à l'histoire du Cameroun pendant la Première Guerre mondiale et l'entre-deux-guerres, et aux origines du nationalisme camerounais.